# Nadorah
Nadorah è un comune dell'Algeria, situato nella provincia di Tiaret.